# Рюмийи, Франс
Франс Рюмийи (фр. France Rumilly; в источниках на русском языке иногда: Румийи, Румилли; род. 1 мая 1939, Булонь-Бийанкур) — французская актриса, наиболее известная исполнением роли монахини-автогонщицы сестры Клотильды в серии фильмов «Жандарм из Сен-Тропе».

## Биография
Урождённая Мари-Франсуаза-Сюзанна-Жанна Рюмийи, более известная под кратким сценическим именем Франс Рюмийи, родилась 1 мая 1939 года в Булонь-Бийанукуре, городе-спутнике (пригороде) Парижа, к которому вплотную примыкает знаменитый Булонский лес. Она получила хорошее образование, в том числе под руководством монахинь, а затем увлеклась сценой и посещала занятия в театральной школе. В 1962 году на прослушиваниях её заметил кинорежиссёр Жак Пиното (1923—2017) и пригласил  на небольшую роль в художественном фильме «Счастливчики» (1963). Фильм состоял из нескольких самостоятельных новелл, одну из которых режиссировал Пиното, тогда как другую — Жан Жиро. В этом фильме Франс Рюмийи сыграла дочь месье Борепера, роль которого исполнил Луи де Фюнес. 
В дальнейшем сотрудничество Франс Рюмийи с Жаном Жиро и Луи де Фюнесом продолжилось при работе над серией фильмов «Жандарм из Сен-Тропе». Актрисе удалось создать характерный образ сестры Клотильды — молодой и жизнерадостной монахини, главной страстью которой является экстремальное вождение разнообразных транспортных средств. Сочетание явной положительности героини (неизменно помогающей жандармам во главе с Крюшо (Луи де Фюнес) в их борьбе с реальными и мнимыми нарушителями порядка) с его подчёркнутой нетипичностью и «нецерковностью», сделало образ сестры Клотильды одним из самых запоминающихся во всём цикле фильмов. 
Франс Рюмийи появилась в роли сестры Клотильды в нескольких фильмах серии: собственно «Жандарм из Сен-Тропе» (1964), «Жандарм в Нью-Йорке» (1965), «Жандарм женится» (1968), «Жандарм на отдыхе» (1970), «Жандарм и инопланетяне» (1978), «Жандарм и жандарметки» (1982). Кроме того, Румилли сыграла роль монахини также в фильме «Фактор Сен-Тропе» (1985) с другим режиссёром и другим актёрским составом. Также она появилась в роли баронессы в фильме «Ресторан господина Септима» (1966), где главную роль исполнил Луи де Фюнес а режиссёром выступил Жан Жиро. Таким образом, всего Румилли сотрудничала с Жиро и де Фюнесом в восьми фильмах. Она также сыграла эпизодические роли в фильме «Приключения в загородном доме» (1966), который был срежессирован Жиро, но в актёрском составе не было де Фюнеса, и в фильме «Я ничего не знаю, но все скажу» (1973) с Пьером Ришаром в качестве режиссёра и исполнителя главной роли.
Помимо этого, Рюмийи сыграла ещё несколько ролей во французских фильмах, в том числе «Бежит, бежит предместье» (1972; по сценарию Николь де Бюрон), «Твист снова в Москве» (1986; режиссёр — Жан-Мари Пуаре) и «Товарищ» («Tovaritch»; телеспектакль, 1981). 
Всего в период с 1962 по 1986 год Рюмийи снялась в 25 фильмах, в среднем почти по одному фильму в год. Она также была задействован в спектаклях, которые шли на сценах престижных театров, таких, как театр «Одеон».
Во второй половине 1980-х Франс Рюмийи постепенно оставила как кино, так и театр, приняв решение посвятить себя семье. 
Франс Рюмийи замужем, имеет дочь и внучку. Время от времени она даёт интервью о своей совместной работе с Луи де Фюнесом, например для документального фильма 2013 года «Un jour, un destin — Louis de Funes, derrière le masque».